# Port-Jérôme-sur-Seine

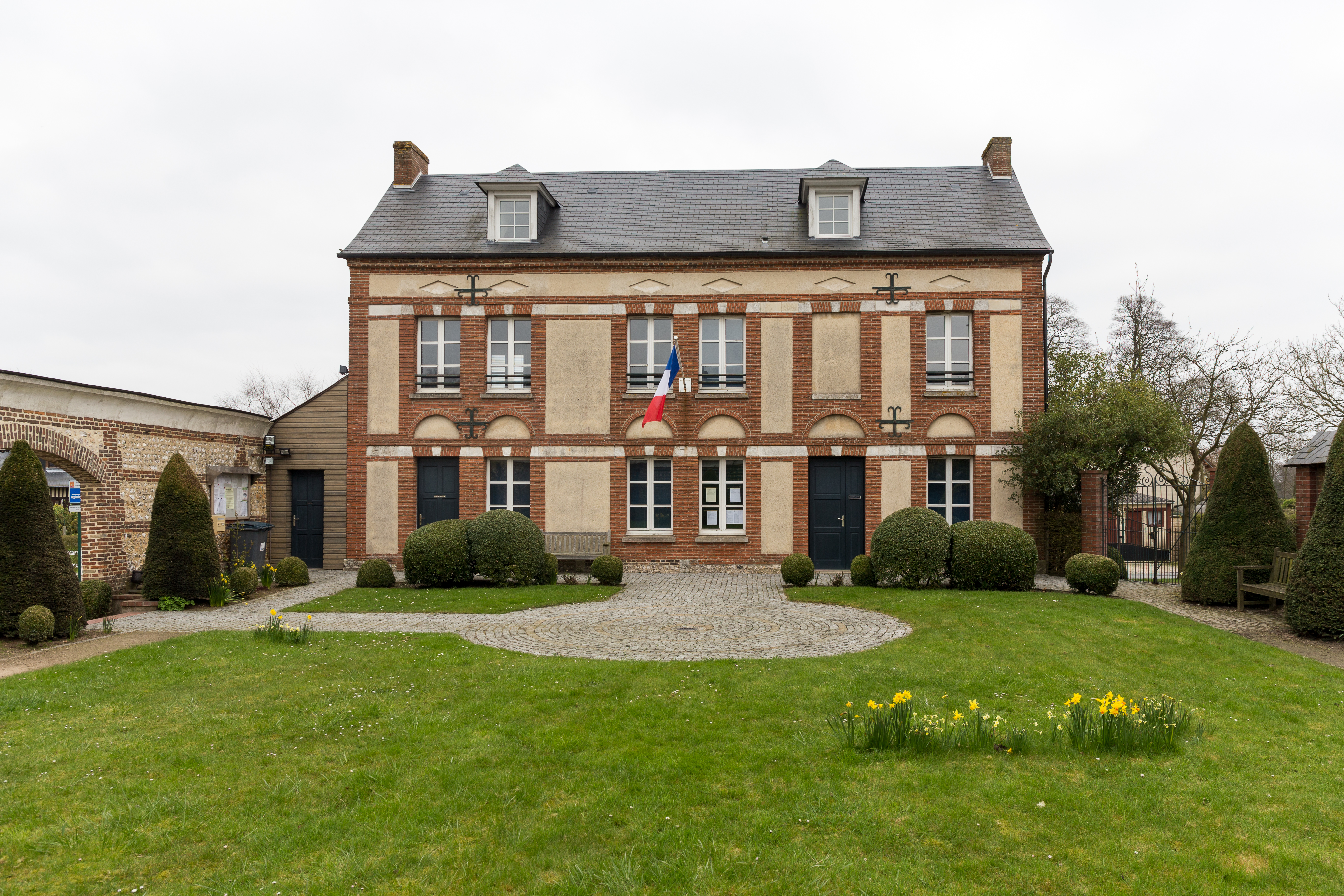
Rathaus (Mairie) von Auberville-la-Campagne

Port-Jérôme-sur-Seine ist eine französische Gemeinde mit 10.392 Einwohnern (Stand: 1. Januar 2022) im Département Seine-Maritime in der Region Normandie. Sie gehört zum Arrondissement Le Havre und zum Kanton Port-Jérôme-sur-Seine. Das Gemeindegebiet wird im Westen vom Flüsschen Commerce durchquert, das zur Seine entwässert.
Die Gemeinde entstand als Commune nouvelle im Zuge einer Gebietsreform zum 1. Januar 2016 durch die Fusion der vier ehemaligen Gemeinden Notre-Dame-de-Gravenchon, Auberville-la-Campagne, Touffreville-la-Cable und Triquerville, die nun Ortsteile von Port-Jérôme-sur-Seine darstellen. Notre-Dame-de-Gravenchon fungiert dabei als „übergeordneter Ortsteil“ als Verwaltungssitz.

## Gliederung
| Ortsteil                                   | ehemaliger INSEE-Code | Fläche (km²) | Einwohnerzahl (2022) |
| ------------------------------------------ | --------------------- | ------------ | -------------------- |
| Notre-Dame-de-Gravenchon (Verwaltungssitz) | 76476                 | 18,74        | 8.892                |
| Auberville-la-Campagne                     | 76031                 | 04,78        | .0654                |
| Touffreville-la-Cable                      | 76701                 | 03,97        | .0453                |
| Triquerville                               | 76713                 | 03,01        | .0393                |